# Holcostethus fulvipes
Holcostethus fulvipes är en insektsart som först beskrevs av Ruckes 1957.  Holcostethus fulvipes ingår i släktet Holcostethus och familjen bärfisar. Inga underarter finns listade i Catalogue of Life.